# Saint-Germain-de-Calberte
Saint-Germain-de-Calberte település Franciaországban, Lozère megyében. Lakosainak száma 477 fő (2022. január 1.). Saint-Germain-de-Calberte Cassagnas, Saint-André-de-Lancize, Saint-Hilaire-de-Lavit, Saint-Martin-de-Lansuscle, Saint-Michel-de-Dèze, Sainte-Croix-Vallée-Française, Moissac-Vallée-Française, Saint-Étienne-Vallée-Française és Saint-Martin-de-Boubaux községekkel határos.

## Népesség
A település népessége az elmúlt években az alábbi módon változott:
| Lakosok száma | 462  | 445  | 478  | 444  | 445  | 440  | 448  | 465  | 468  | 477  |
|               | 1968 | 1982 | 1990 | 2006 | 2013 | 2015 | 2017 | 2019 | 2020 | 2022 |